# Virgílio Francisco Ramos Inglês
Virgílio Francisco Ramos Inglês (Olhão, Fuzeta, 7 de Novembro de 1847 - Faro, 31 de Janeiro de 1934) foi um político português.

## Família
Filho de João Inácio Inglês, nascido em Tavira, Santa Maria, a 28 de Outubro de 1806, e de sua mulher Maria Francisca Ramos, nascida em Tavira, Luz.

## Biografia
Licenciado em Medicina pela Escola Médico-Cirúrgica de Lisboa, Médico, 39.º, 41.º e 46.º Governador Civil do Distrito de Faro entre 27 de Setembro de 1894 e 4 de Fevereiro de 1897, entre 29 de Junho de 1900 a 25 de Maio de 1901 e entre 26 de Maio de 1906 e 15 de Fevereiro de 1908 e Chefe do Partido do Centro Regenerador Liberal do Algarve.

## Casamento e descendência
Casou em Faro, Sé, na Sé Catedral de Faro, a 6 de Outubro de 1887 com Maria Vitória de Matos Sanches (Faro, São Pedro, 6 de Outubro de 1867 - 4 de Julho de 1930), filha de Manuel José de Matos Sanches (Faro, São Pedro, 30 de Agosto de 1837 - ?) e de sua mulher (Faro, São Pedro, 22 de Julho de 1865) Teresa Carolina Barr Crispin Pereira de Matos (Faro, São Pedro, 16 de Abril de 1839 - ?), com geração.